# Ežuga
Lo Ëžuga (in russo Ёжуга?; in lingua komi: Ыжъю), o Ežuga, è un fiume della Russia europea settentrionale, affluente di destra del fiume Pinega. Scorre nella Repubblica dei Komi, nell'Udorskij rajon, e nell'Oblast' di Arcangelo, nel Pinežskij rajon.
Il fiume ha origine sullo spartiacque tra Pinega e Vaška nella parte nord-occidentale del distretto Udorskij in una zona poco popolata e scorre prima verso nord poi in direzione ovest, fa un brusco cambio di direzione verso nord e infine verso sud-ovest. Nel corso superiore scorre su terreno collinare, nel corso inferiore, lungo una pianura paludosa. Sfocia nella Pinega a 187 km dalla foce, presso l'omonimo insediamento di Ëžuga. Ha una lunghezza di 165 km, il suo bacino è di 2 850 km².